# Gemeinde Lugnian
Die Gemeinde Lugnian, polnisch Gmina Łubniany ist eine Landgemeinde im Powiat Opolski in der polnischen Woiwodschaft Opole.

## Geographie
Nachbargemeinden der Landgemeinde sind im Westen Groß Döbern, im Norden Murow, im Nordosten Groß Lassowitz, im Westen Turawa und im Süden die Stadt Opole (Oppeln).
Auf Gemeindegebiet liegen größere Waldgebiete.

## Geschichte
Im Jahr 1945 kam das Gebiet an Polen und die Gmina Łubniany wurde gebildet und wurde 1950 Teil der Woiwodschaft Opole. Von 1954 bis 1972 bestand die Gromada Łubniany. Von 1975 bis 1998 gehörte die Gemeinde zur kleiner zugeschnittenen Woiwodschaft Opole.
Am 30. April 2010 erhielten die Orte zusätzlich amtliche deutsche Ortsnamen.

## Politik

### Gemeindevorsteher
An der Spitze der Gemeindeverwaltung steht der Gemeindevorsteher. Bis 2018 war dies Krystian Baldy von der Deutschen Minderheit, dem das PO-Mitglied Paweł Wąsiak, der mit einem eigenen Wahlkomitee antrat, abgelöst wurde. Die turnusmäßigen Wahl im April 2024 führte zu folgendem Ergebnis.
- Paweł Wąsiak (Wahlkomitee „ZWir entwickeln die Gemeinde Lugnian“) 68,4 % der Stimmen
- Krzysztof Marsolek (Schlesische Kommunalverwaltung) 32,6 % der Stimmen

Damit wurde Amtsinhaber Wąsiak bereits im ersten Wahlgang für eine zweite Amtszeit wiedergewählt.
Die turnusmäßigen Wahl im Oktober 2018 führte zu folgendem Ergebnis.
- Paweł Wąsiak (Wahlkomitee „Zeit für Änderungen“) 55,6 % der Stimmen
- Krystian Baldy (Wahlkomitee Deutsche Minderheit) 44,4 % der Stimmen

Damit konnte sich Wąsiak bereits im ersten Wahlgang gegen den bisherigen Amtsinhaber Baldy durchsetzen.

### Gemeinderat
Der Gemeinderat besteht aus 15 Mitgliedern und wird direkt in Einpersonenwahlkreisen gewählt. Die Gemeinderatswahl 2024 führte zu folgendem Ergebnis:
- Wahlkomitee „Zeit für Änderungen“ 53,5 % der Stimmen, 12 Sitze
- Schlesische Kommunalverwaltung (Deutsche Minderheit) 29,5 % der Stimmen, 1 Sitz
- Wahlkomitee „Freiwillige Feuerwehr und Dorfrates des Dorfes Luboszyce“ 8,3 % der Stimmen, 1 Sitz
- Wahlkomitee „Erneuerung des Dorfes Brynica“ 4,9 % der Stimmen, 1 Sitz
- Übrige 3,8 % der Stimmen, kein Sitz

Die Gemeinderatswahl 2018 führte zu folgendem Ergebnis:
- Wahlkomitee „Zeit für Änderungen“ 46,9 % der Stimmen, 6 Sitze
- Wahlkomitee Deutsche Minderheit 41,2 % der Stimmen, 7 Sitze
- Wahlkomitee „Freiwillige Feuerwehr und Dorfrates des Dorfes Luboszyce“ 8,6 % der Stimmen, 1 Sitz
- Wahlkomitee Łubniany 3,4 % der Stimmen, 1 Sitz

### Gemeindepartnerschaften
- Arnstein (Unterfranken)

## Gliederung
Zur Landgemeinde gehören folgende Dörfer:
- Biadacz (1936–45 Kreuzwalde O.S.)
- Brinnitz (Brynica, 1936–45 Brünne)
- Lugnian Dombrowka (Dąbrówka Łubniańska, vor 1936 Lugnian-Dombrowka, 1936–45 Eichen)
- Heinrichsfelde (Grabie)
- Jellowa (Jełowa, 1936–45 Ilnau)
- Kempa (Kępa, 1936–45 Mühlenbach O.S.)
- Kobyllno (Kobylno, 1936–45 Lerchenfelde)
- Kollanowitz (Kolanowice, 1936–45 Kniedorf)
- Luboschütz (Luboszyce, 1936–45 Liebtal)
- Lugnian (Łubniany, 1936–45 Lugendorf)
- Massow (Masów, am 1. April 1939 Zusammenschluss mit Lugendorf)

Eine Waldsiedlung ist Johannshof (Niwa).